# Liste der Bürgermeistereien im Regierungsbezirk Köln
Die Liste der Bürgermeistereien im Regierungsbezirk Köln enthält, nach Kreisen geordnet, alle Bürgermeistereien, die zwischen 1815 und 1927 im preußischen Regierungsbezirk Köln bestanden.

## Geschichte
Der 1815 eingerichtete Regierungsbezirk Köln setzten sich aus Gebieten zusammen, die bis Ende 1813 entweder unter direkter französischer Herrschaft standen oder zum französischen Satellitenstaat Großherzogtum Berg gehörten. In diesen Gebieten waren mit Départements, Arrondissements, Kantonen und Mairien (Bürgermeistereien) Verwaltungsstrukturen nach französischem Muster eingeführt worden. Nachdem diese Gebiete beim Wiener Kongress endgültig an Preußen gefallen waren, wurden sie in neue Provinzen, Regierungsbezirke und Kreise gegliedert. Die untere Verwaltungsebene wurde jedoch aus der Franzosenzeit unverändert übernommen, so dass aus den Mairien nun preußische Bürgermeistereien wurden.
Größere Änderungen der Verwaltungsstrukturen ereigneten sich zunächst am Ende der 1850er Jahre, als in mehreren Städten die Rheinische Städteordnung eingeführt wurde und einige der betroffenen Bürgermeistereien in eine Stadt- und eine Landbürgermeisterei aufgespalten wurden. Die Geschichte der rheinischen Bürgermeistereien endete im Dezember 1927, als die Bezeichnung aller Landbürgermeistereien in „Amt“ geändert wurde. Ämter bestanden im Regierungsbezirk Köln noch bis in die 1970er Jahre fort, als sie im Rahmen der nordrhein-westfälischen Gebietsreformen abgeschafft wurden.

## Liste der Bürgermeistereien
Bei Bürgermeistereien, die nicht während der ganzen Zeit von 1815 bis 1927 bestanden, ist der Zeitraum ihres Bestehens angegeben.

### Bergheim
| - Bedburg - Bergheim - Blatzheim - Buir - Esch - Heppendorf - Hüchelhoven | - Kaster - Kerpen - Königshoven - Paffendorf - Pütz - Sindorf - Türnich |

### Bonn
| - Bonn (ab 1856 Städteordnung) - Duisdorf (1904–1927) - Godesberg - Hersel - Oedekoven | - Poppelsdorf (1815–1904) - Sechtem - Vilich (ab 1922 Beuel) - Villip - Waldorf |

### Euskirchen
| - Enzen - Erp - Euskirchen (ab 1856 Städteordnung) - Frauenberg - Friesheim - Gymnich - Kommern - Lechenich - Liblar | - Lommersum - Nemmenich - Satzvey - Sinzenich - Wachendorf - Weilerswist - Wichterich - Zülpich (ab 1856 Städteordnung) |

### Gummersbach
| - Bergneustadt1) [G] (ab 1858 Städteordnung) - Bergneustadt-Land1) [G] (1858–1927) - Drabenderhöhe [H] - Gimborn [G] - Gummersbach [G] (ab 1857 Städteordnung) | - Marienberghausen [H] - Marienheide [G] - Nümbrecht [H] - Ründeroth [G] - Wiehl [H] |

[G] = 1816 bis 1825 Kreis Gimborn 
 [H] = 1816 bis 1825 Kreis Homburg 
1) bis 1884 Neustadt

### Köln
| - Brühl (ab 1910 Städteordnung) - Brühl-Land (1910–1927) - Deutz (1815–1888, ab 1857 Städteordnung) - Deutz-Land (1857–1867) - Efferen - Ehrenfeld (1879–1888, mit Städteordnung) - Frechen - Freimersdorf - Hürth - Kalk (1867–1910, ab 1881 Städteordnung) - Kalk-Land (1881–1900) | - Köln [St] (ab 1856 Städteordnung) - Longerich (1815–1888) - Lövenich - Müngersdorf (1815–1888) - Nippes (1887–1888) - Pulheim - Rondorf - Stommeln - Vingst (1900–1910) - Worringen (1815–1922) |

 [St] = Stadtkreis Köln, ansonsten Landkreis Köln

### Mülheim am Rhein
| - Bensberg - Gladbach (ab 1856 Städteordnung) - Heumar - Mülheim am Rhein (ab 1856 Städteordnung) - Merheim (1815–1914) | - Odenthal - Overath - Rösrath - Wahn |

### Rheinbach
| - Adendorf - Kuchenheim - Münstereifel (ab 1856 Städteordnung) - Münstereifel-Land (1856–1927) | - Ollheim - Rheinbach (ab 1862 Städteordnung) - Rheinbach-Land (1862–1927) |

### Siegkreis
| - Eitorf [U] - Hennef [U] - Herchen [U] - Honnef [U] (1862–1927, mit Städteordnung) - Königswinter (ab 1889 Städteordnung) - Königswinter-Land (1889–1927) - Lauthausen [U] - Lohmar - Menden - Much [U] - Neunkirchen [U] | - Niederkassel - Oberkassel - Oberpleis - Ruppichteroth [U] - Siegburg (ab 1857 Städteordnung) - Siegburg-Land (1857–1899) - Sieglar - Troisdorf (1899–1927) - Uckerath [U] - Wahlscheid |

 [U] = 1816 bis 1820 Kreis Uckerath

### Waldbröl
| - Dattenfeld - Denklingen - Eckenhagen | - Morsbach - Waldbröl |

### Wipperfürth
| - Engelskirchen - Klüppelberg - Kürten | - Lindlar - Olpe - Wipperfürth (ab 1856 Städteordnung) |